# Качмар Василь Іванович
Василь Іванович Качма́р (нар. 4 лютого 1963, Львів) — український художник декоративного оброблення металу та ювелірного мистецтва; член Спілки художників України з 1995 року та громадської організації «КІШ».

## З біографії
Народився 4 лютого 1963 року в місті Львові (нині Україна). Син керамістки Марії Савки-Качмар. 1982 року закінчив Львівське училище прикладного мистецтва імені Івана Труша, де навчався в Остапа Лучинського.
Мешкає у Львові в будинку на вулиці Полуботка, № 7.

## Творчість
Виготовляє ковані декоративні та ужиткові, культові й обрядові речі, зброю (шаблі, ятагани, пістолі). Володіє методами оброблення матеріалів, серед яких основним є метал (техніки ковальського зварювання, карбування, лиття, гравірування, татуювання). Застосовує камінь, шкіру, кістку, дерево, скло тощо. Розробив технології виготовлення скляних намистин. Серед робіт:
- декоративні композиції «Виноградне ґроно» (1983), «І заросте поле бою» (1986, куте залізо), «Маківки» (1988);
- салютна гармата — пам'ятник Василю Стусу (брама Львівської ратуші, 1989);
- декоративна цукорниця з ложечкою «Порохова вежа» (2001, карбоване срібло);
- шабля «Пресвята Покрова» (2001);
- свічник «Різдвяний» (2003);
- композиція на тему футболу (2004);
- кухоль «Подарунковий» (2007, срібло, карбування).

Протягом 1988—1992 років спроєктував і побудував козацьку чайку «Пресвята Покрова», на якій з 1992 року здійснює походи у країни Європи.
Бере участь в обласних, всеукраїнських мистецьких виставках з 1983 року, зокрема:
- 1983 — Обласна виставка творів молодих майстрів народних художніх промислів ї декоративно-прикладного мистецтва, Київ;
- 1986 — Республіканська художня виставка декоративно-прикладного мистецтва та творів майстрів народних художніх промислів, Київ;
- 1987 — Всесоюзна виставка «Художники народу», РРФСР.

Персональна виставка відбулася у Львові у 1995 році.

## Виноски
1. ↑  Діяльність організації пов'язана з відродженням традицій українського козацтва[1].